# ヘオル・テルウェン
ヘオル・テルウェン（Heol Telwen）は、フランスのフォークブラック/ペイガンメタルバンド。
バンド名の"Heol Telwen"は、フランスのブルターニュ地方に伝わるブリトン語系ケルト諸言語の一つであるブルトン語で、"Dark Sun"（暗黒の太陽）という意味の語である。

## 略歴

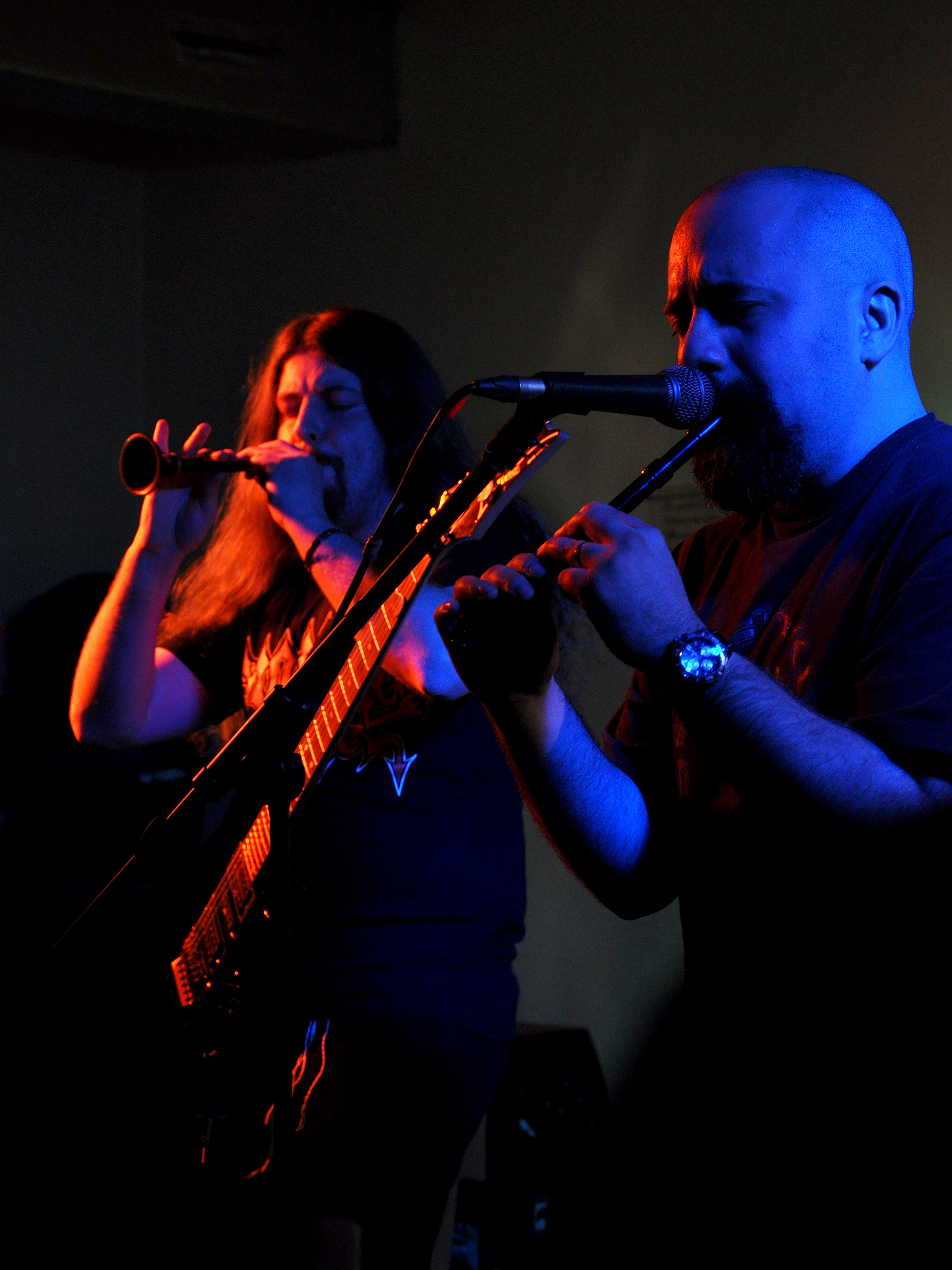
2名の縦笛奏者による演奏

1999年6月に、Yskithyrwynn（ボーカル）、Gwadsec'hedik Kraban（ギター）、そしてAnaon（ギター）の3名によってパリ北東のル・ブラン＝メニルで設立された。2000年にYskithyrwynnがドラマー、Krabanがボーカル兼ティン・ホイッスル/ロー・ホイッスル（アイルランドの伝統的な縦笛）奏者に転向し、その年の後半にはOssianがベーシスト、Nehmainが2人目のティン・ホイッスル奏者としてバンドに加わった。
2002年夏頃にギターのAnaonとティン・ホイッスルのNehmainがバンドを離れ、Ossianがギターに転向した。2002年の終わりにMylagon Vibuc'hが新しいベーシスト、Hadesがアイリッシュ・フルート/ティン・ホイッスル/ロー・ホイッスル奏者としてバンドに加入した。
2003年にセルフプロデュースのデモEP盤『Mor Braz』を発表した。2005年にはBurning Star Recordsから1stフルアルバムとして『An Deiz Ruz』が発売された。

## 音楽
ヘオル・テルウェンの音楽性の特徴として、2名の縦笛奏者によるギターの速弾きならぬ『縦笛の速吹き』が挙げられる。
歌詞の内容はブルターニュ地方の歴史やブルトン人/ケルト人を扱った物が多く、歌詞についても英語/フランス語の他、ブルトン語も使われている。